# Млинек (Радомщанський повіт)
Млинек (пол. Młynek) — село в Польщі, у гміні Ґідле Радомщанського повіту Лодзинського воєводства.
У 1975-1998 роках село належало до Ченстоховського воєводства.